# Длинный грудной нерв
Длинный грудной нерв (лат. nervus thoracicus longus) — короткая ветвь плечевого нервного сплетения, идущая от спинномозговых нервов C5—C7 и иннервирующая переднюю зубчатую мышцу.

## Строение
Длинный грудной нерв возникает из передних ветвей шейных спинномозговых нервов C5, C6 и C7. Корешок нерва C7 иногда может отсутствовать. Корешки нервов C5 и C6 пронизывают среднюю лестничную мышцу, а корешок от C7 проходит перед мышцей.
Длинный грудной нерв спускается через цервикоаксиллярный (шейно-подмышечный) канал. Он располагается позади плечевого нервного сплетения, а также подмышечной артерии и вены. Таким образом, он проходит глубоко до ключицы. Он лежит на наружной поверхности передней зубчатой мышцы. Нерв тянется вдоль боковой поверхности грудной клетки до нижней границы передней зубчатой мышцы, снабжая волокнами каждый из её отростков.

## Функция
Длинный грудной нерв иннервирует переднюю зубчатую мышцу. Он снабжает волокнами каждый из её отростков.

## Клиническое значение
Из-за своей протяжённости и относительно поверхностного хода, длинный грудной нерв подвержен повреждениям как при прямой травме, так и при растяжении. Механизмы повреждения включают:
- поражения нерва[4];
- различные спортивные травмы, которые возникают, как правило, при ударе по ребрам под вытянутой рукой;
- хирургические операции на плечевом и грудном отделах[9], в частности лечение рака молочной железы с удалением подмышечных лимфатических узлов[англ.][10];
- длительное ношение тяжестей на плече, например тяжёлой сумки[11];
- синдром Персонейджа—Тёрнера[англ.], аутоиммунное заболевание[12];
- травма или инфекция[9].

Часто симптомы минимальные: при наличии симптомов может отмечаться боль на задней поверхности плеча или лопатки по типу жжения. Некоторые травмы, особенно поражения, могут парализовать переднюю зубчатую мышцу, что приводит к появлению крыловидной лопатки. Это наиболее заметно при подъёме руки вперёд или при отталкивании вытянутой руки от стены. Однако даже крыловидная лопатка может быть не видна до тех пор, пока трапециевидная мышца не растянется достаточно сильно, из-за чего травма может быть выявлена только спустя несколько недель.